# 奧古斯托·拉莫斯·蘇亞雷斯
奧古斯托·拉莫斯·蘇亞雷斯（英語：Augusto Ramos Soares，1986年8月22日—）為東帝汶長距離田徑運動員。他代表東帝汶參加2012年夏季奧林匹克運動會馬拉松賽事排名第48。他也為2012年開幕典禮東帝汶入場的掌旗官。
他代表東帝汶參加2016年夏季奧林匹克運動會1500公尺賽事，在預賽排名第12，無緣晉級準決賽。然而，他跑出4:11.35的個人最佳成績。他也為2016年閉幕典禮東帝汶的掌旗官。